# Belém (Lisbonne)
Pour les articles homonymes, voir Belém (homonymie).

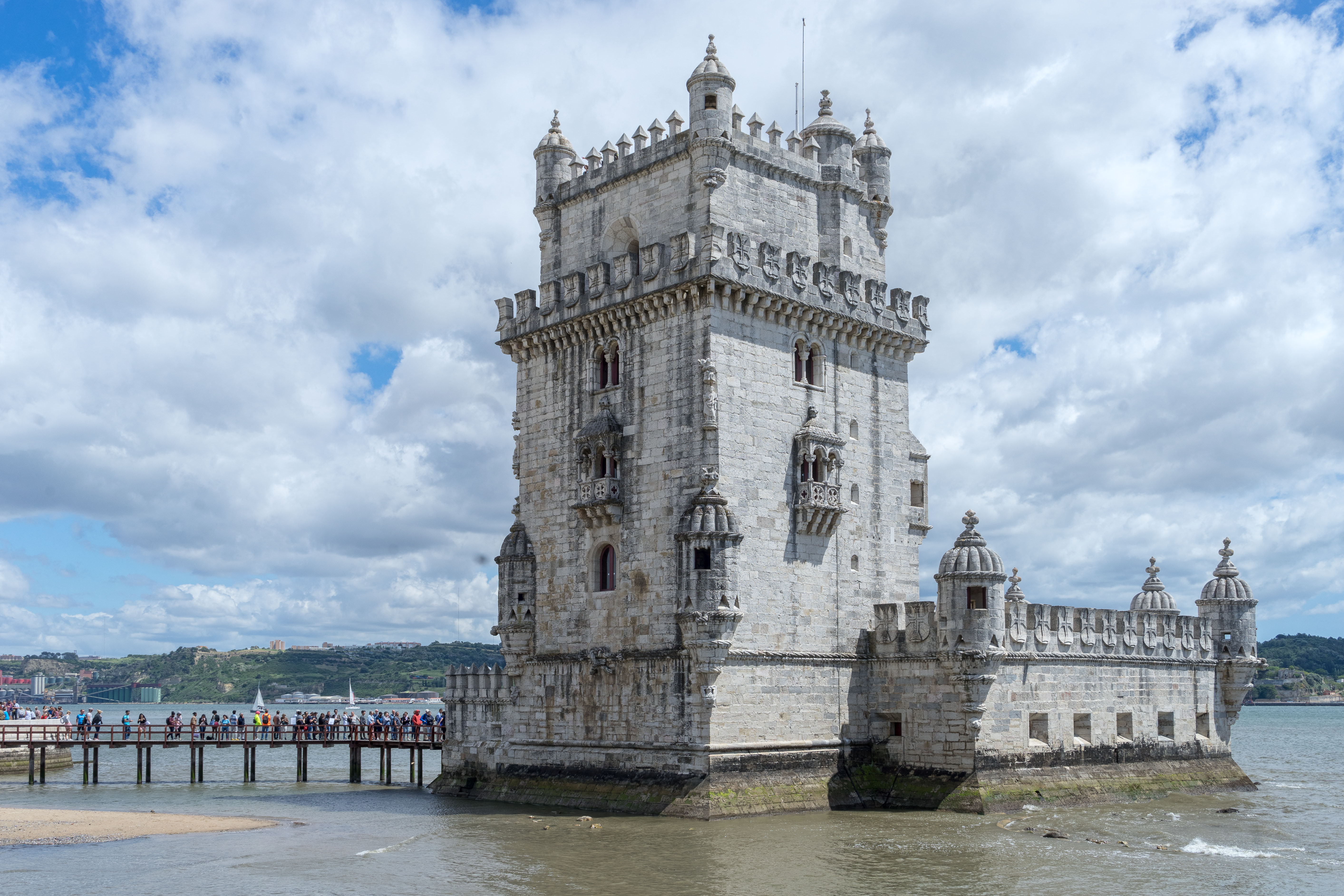
La tour de Belém.

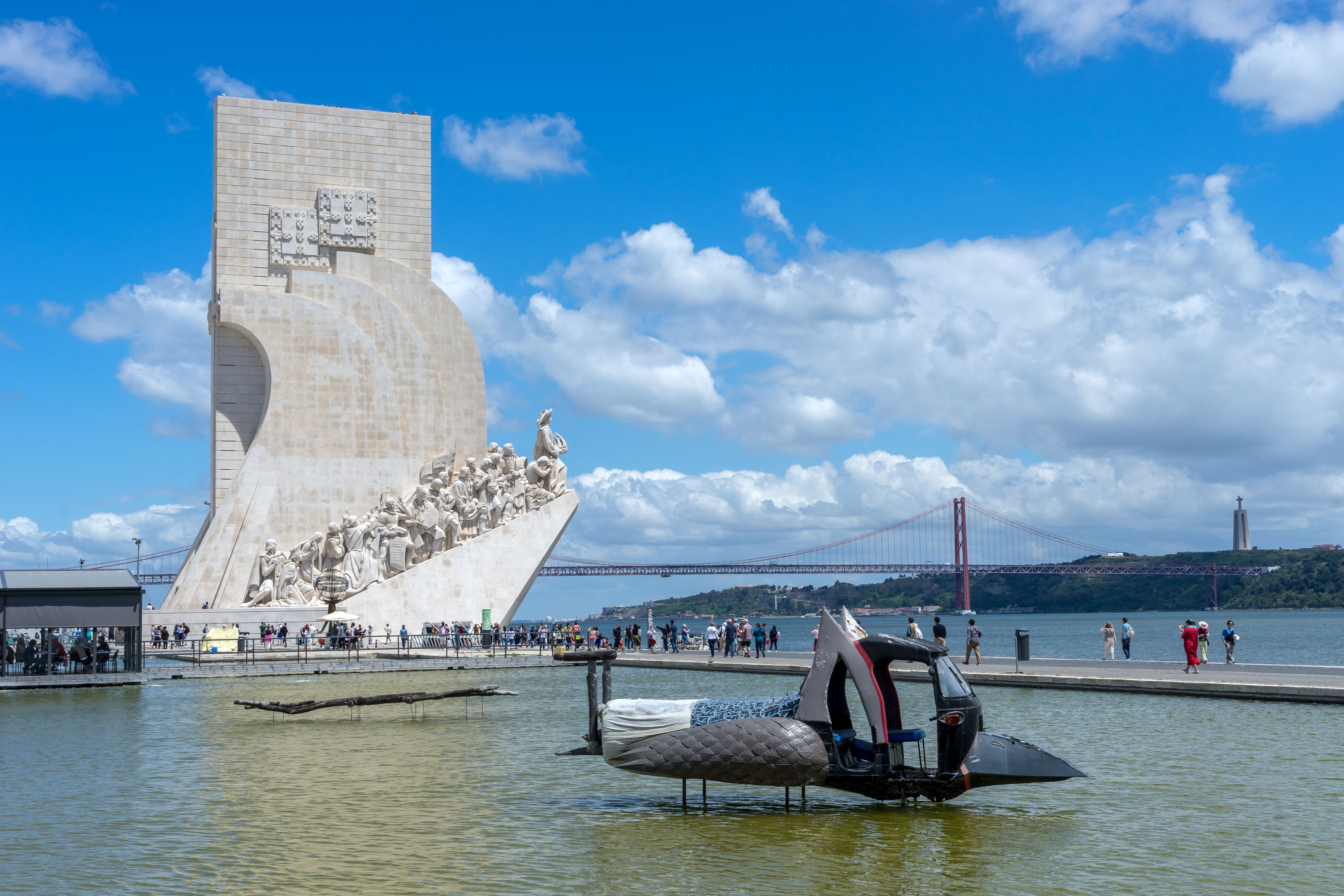
Padrão dos Descobrimentos

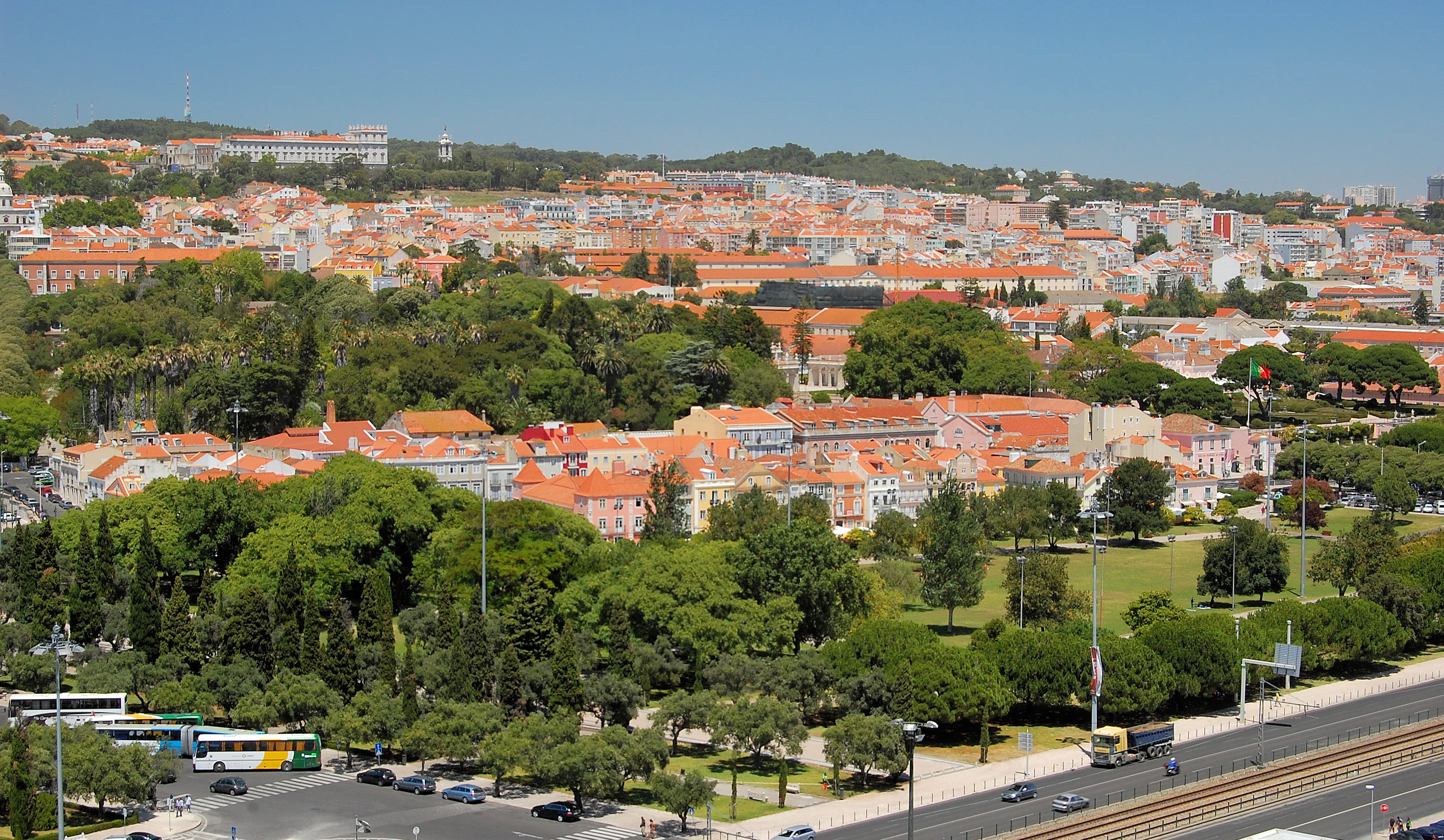
Le jardin Vasco de Gama.

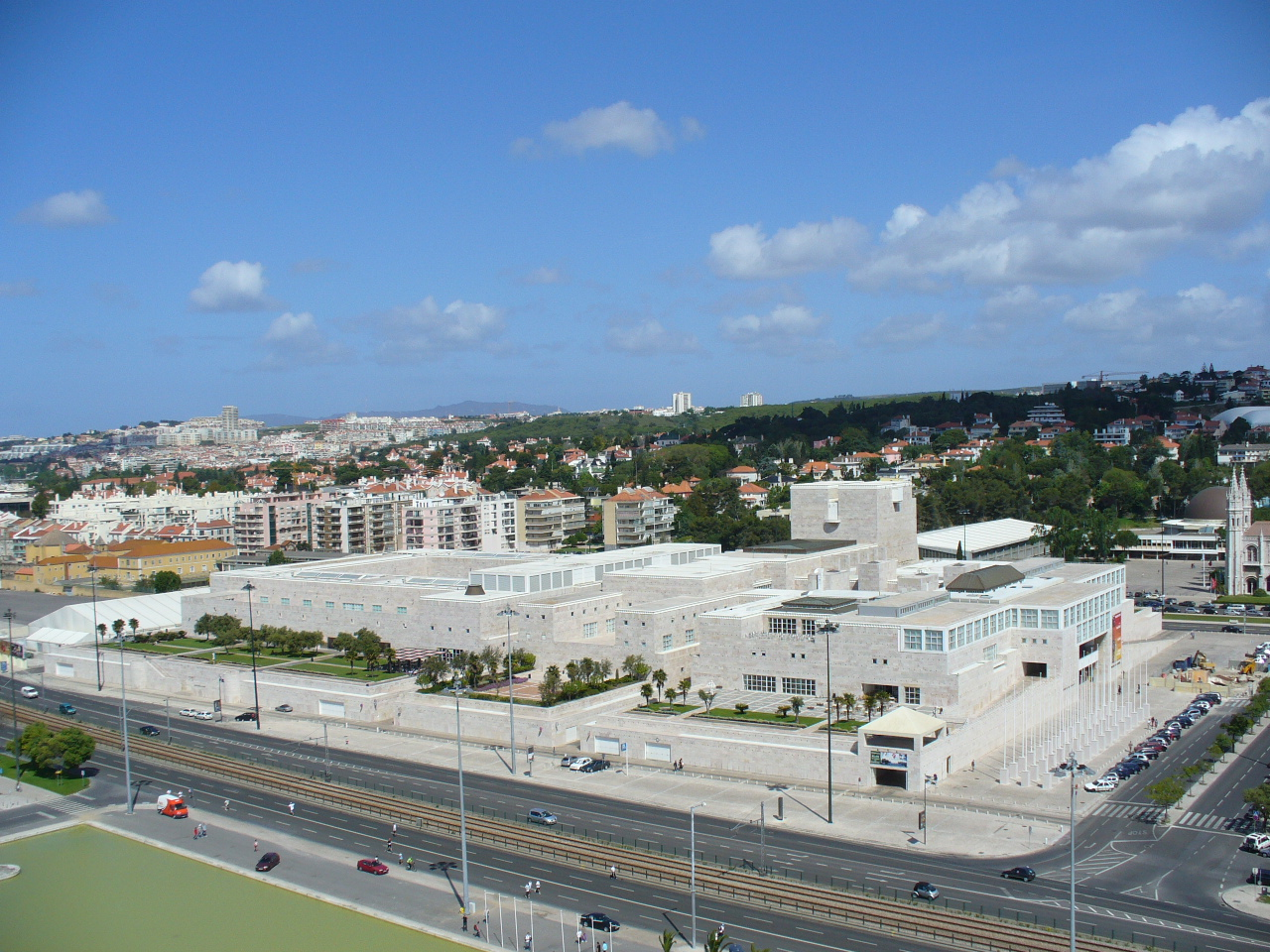
Centre culturel Belém, "CCB".

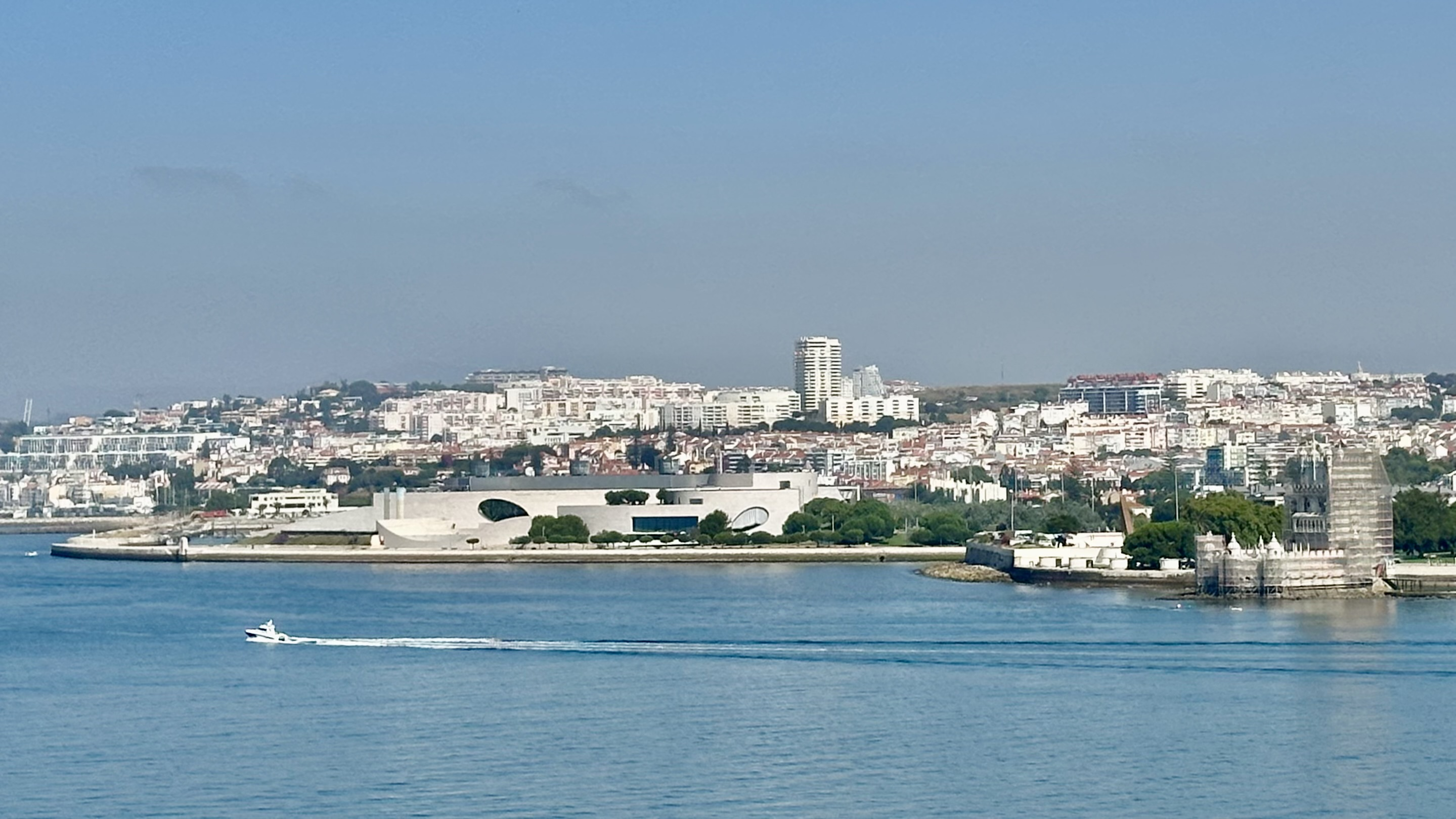
Fundação Champalimaud

Belém est un quartier de Lisbonne situé à 6 km à l'ouest du centre actuel de la ville et à 2 km à l'ouest du pont du 25 avril. Son nom vient d'une déformation au cours du temps de « Bethléem ». Belém correspond à deux paroisses de Lisbonne, la paroisse de  Santa Maria de Belém et de São Francisco Xavier.

## Histoire
Belém est connu comme le lieu d'où sont partis beaucoup de grands explorateurs portugais pour leurs voyages à travers le monde. En particulier, c'est l'endroit d'où est parti Vasco de Gama en route pour les Indes en 1497. C'est aussi le quartier du palais national de Belém, ancienne résidence royale des XVIIe et XVIIIe siècles aujourd'hui occupée par le président du Portugal, ainsi que du palais national d'Ajuda commencé en 1802 mais jamais terminé. 

## Monuments
Parmi les monuments emblématiques du quartier la tour de Belém est peut-être le plus connu, elle dont l'image est fréquemment représentée sur les dépliants touristiques. Cette tour fut construite comme un phare fortifié à la fin du règne de Dom Manuel (1515-1520) pour surveiller l'entrée du port de Belém. Elle se tient sur une petite île de la rive droite du Tage régulièrement recouverte par la marée.
Un autre édifice historique majeur de Belém est le monastère des Hiéronymites qui, avec la tour de Belém, avait aussi un rôle défensif. L'architecture du monastère est un exemple de style manuélin. Sa construction commença en 1502, suivant les instructions de Manuel Ier et elle dura cinquante ans. Ce monastère fut construit comme un monument dédié au succès de l'expédition de Vasco de Gama aux Indes et fut financé par les taxes prises sur le commerce des épices orientaux. Vasco de Gama fut inhumé dans l'enceinte du monastère. De nos jours, les musées de l'archéologie et de la marine sont situés dans des ailes du monastère. Un jardin proche du monastère a été nommé en hommage à l'explorateur : le jardin Vasco de Gama.
Le monument contemporain le plus célèbre de Belém est le Padrão dos Descobrimentos (monument des découvreurs). C'est une dalle verticale de béton de 52 mètres de haut érigée en 1960 pour célébrer le 500e anniversaire de la mort de Henri le navigateur. Cette dalle est sculptée en forme de proue d'un navire sur laquelle évolue un groupe de statues représentant Henri le navigateur suivi des grands explorateurs. Attenant à ce monument, une place a été aménagée sur laquelle sont représentés, reproduits au sol, une carte du monde et les itinéraires des explorateurs portugais.
Au cœur de Belém se trouve la praça do Império : des jardins centrés autour d'une grande fontaine placée là durant la Seconde Guerre mondiale. À l'ouest du jardin a été construit l'imposant Centro Cultural de Belém à l'occasion de la présidence portugaise de l'Union européenne de 1992. C'est aujourd'hui un complexe regroupant plusieurs institutions consacrées à l'art dont le Museu do Design de Belém, depuis il accueille également le célèbre Museu Colecção Berardo un musée d'art moderne et contemporaine, regroupant une collection équivalent au musée Gughenheim. Au sud-est du jardin se trouve le palais national de Belém (1770), la résidence officielle du président portugais. À 500 mètres de la praça do Império se trouve une autre grande place de Belém, la praça Afonso de Albuquerque.
Il existe à Belém beaucoup d'autres musées, la plupart créés par Salazar lors de l'exposition de Belém de 1940 : le Musée de l'Électricité
, le museu do Centro Ciententífico e Cultural de Macau, le museu de Arte Popular et le museu Nacional dos Coches.
Le célèbre club sportif lisboète Belenenses est situé à Belém.
L'artère principale de Belém est la rua de Belém dans laquelle se trouve une pâtisserie existant depuis 160 ans et où on peut déguster les fameuses pastéis de Belém à base de crème anglaise sur une pâte feuilletée.